# Porte de Bagnolet (Métro Paris)

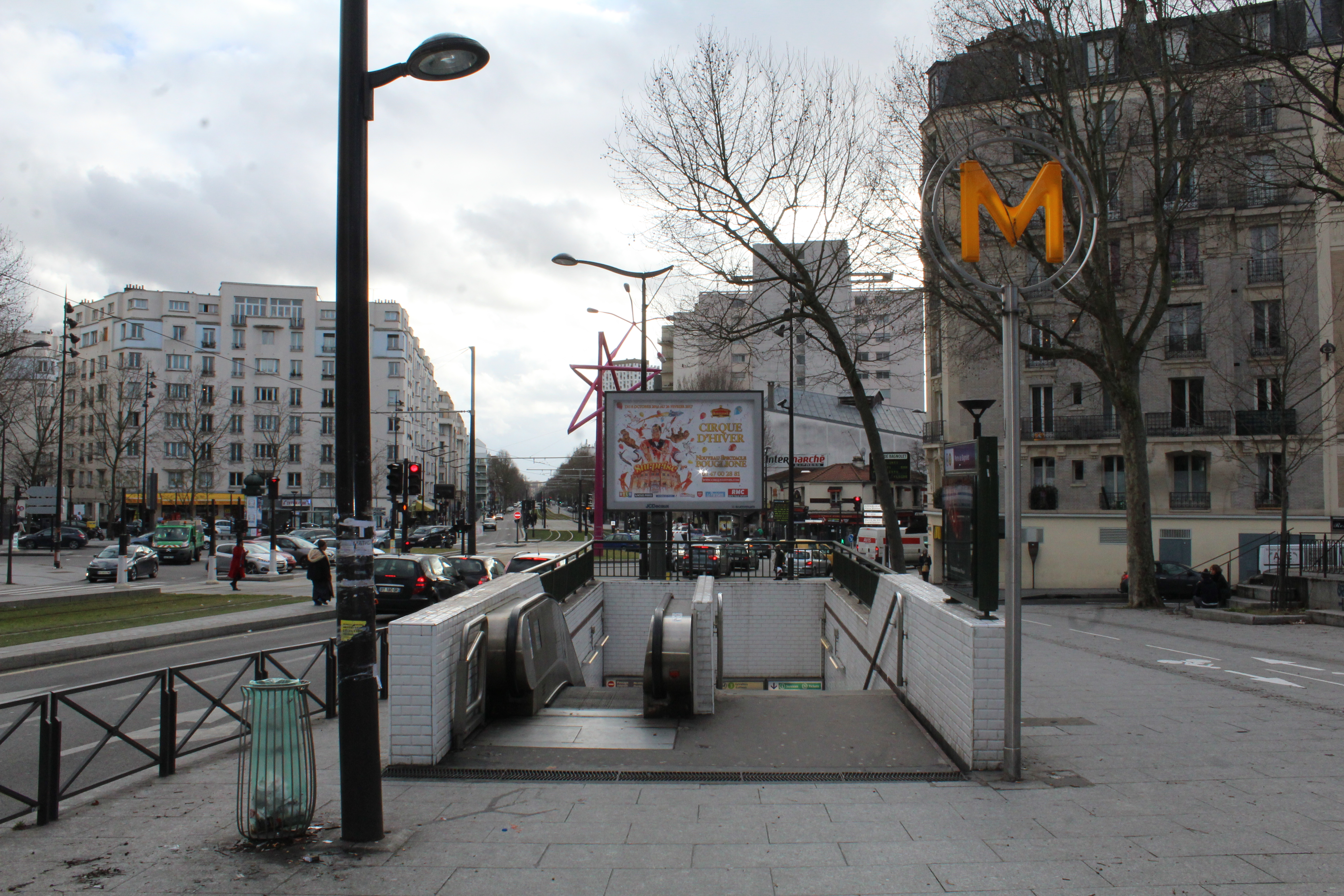
Durch ein gelbes „M“ markierter Zugang, links das Gleis der Straßenbahn

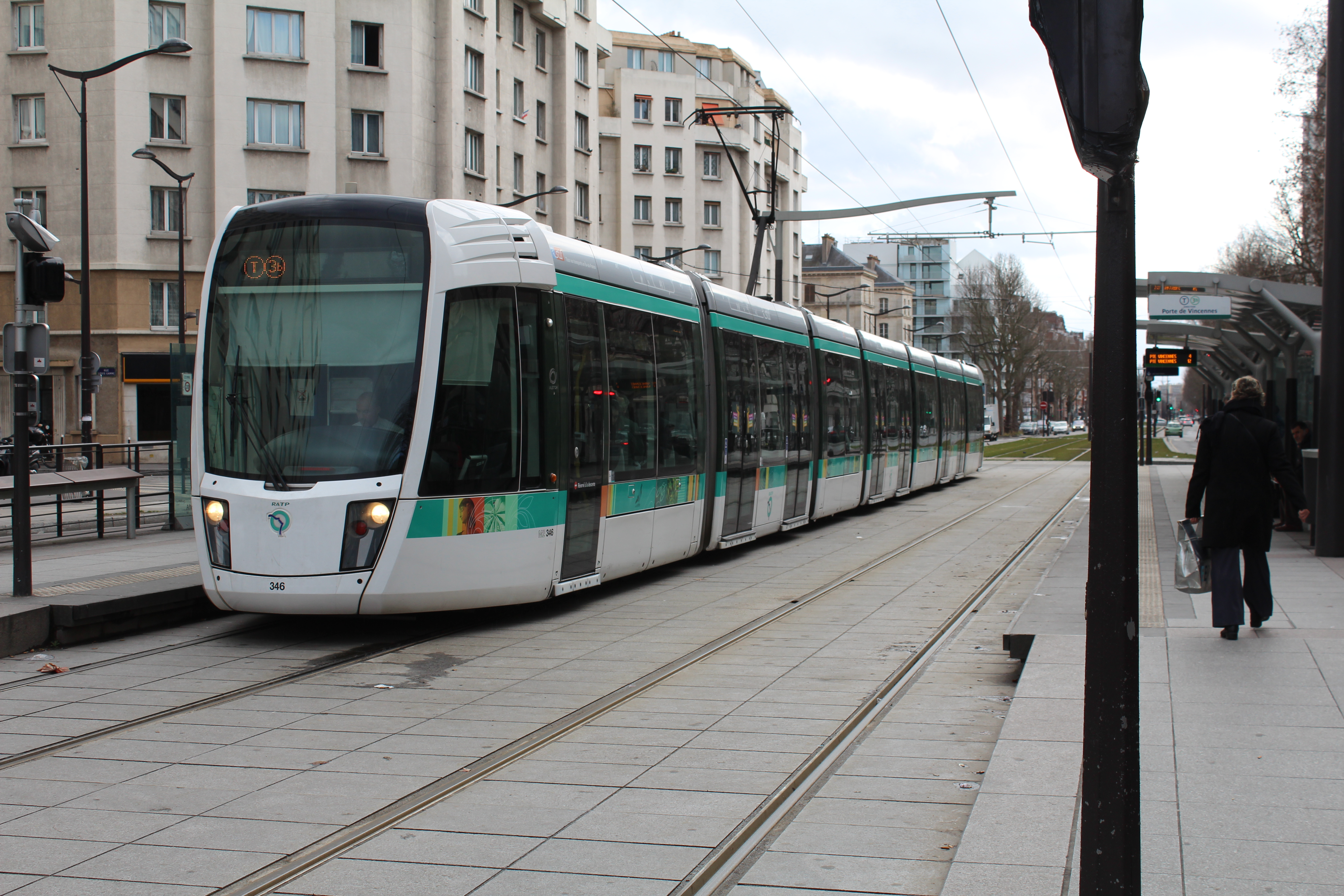
Zug der Straßenbahnlinie T3b in deren Haltestelle Porte de Bagnolet

Der U-Bahnhof Porte de Bagnolet [pɔʁt(ə) də baɲɔlɛ] ist eine unterirdische Station der Linie 3 der Pariser Métro.

## Lage
Die Station befindet sich im Quartier Saint-Fargeau des 20. Arrondissements von Paris. Sie liegt längs unter der Rue Belgrand in Höhe der kreuzenden Rue Martin Garat.

## Name
Die namengebende Porte de Bagnolet war ein Tor in der Thiersschen Befestigungsmauer, durch das man die östlich der Stadt gelegene Gemeinde Bagnolet erreichen konnte.

## Geschichte und Beschreibung
Am 2. April 1971 wurde die Station im Zuge der Eröffnung der östlichen Verschwenkung der Linie 3 in Betrieb genommen. Damals wurde deren bisheriger Endabschnitt von Gambetta nach Porte des Lilas zur eigenständigen Linie 3bis und die neue Führung nach Gallieni dem Verkehr übergeben.
Sie liegt unter einem elliptischen Deckengewölbe und weist zwei Seitenbahnsteige an zwei Streckengleisen auf. Die Seitenwände folgen der Krümmung der Ellipse. Obwohl auf der Linie 3 nur Fünf-Wagen-Züge verkehren können, wurde die Station vorausschauend mit 105 m Länge errichtet. Vom Straßenniveau aus existieren fünf Zugänge, sie sind durch ein gelbes „M“ in einem Doppelkreis gekennzeichnet. Am Boulevard Davout besteht seit Dezember 2012 eine Umsteigemöglichkeit zur auf den Boulevards des Maréchaux verlaufenden Linie T3b der Pariser Straßenbahn.

## Fahrzeuge
An der Station verkehrten von Anfang an konventionelle, auf Stahlschienen rollende Fahrzeuge der Baureihe MF 67. Die zwischen 2005 und 2008 modernisierten Züge sind dort im Jahr 2024 nach wie vor im Einsatz, ab 2028 sollen sie von Fahrzeugen der Baureihe MF 19 abgelöst werden.